# Hartlmühl
Hartlmühl (früher auch Hartlmühle) ist eine Katastralgemeinde der Gemeinde Weistrach im Bezirk Amstetten in Niederösterreich.

## Siedlungsentwicklung
Zum Jahreswechsel 1979/1980 befanden sich in der Katastralgemeinde Hartlmühl insgesamt 88 Bauflächen mit 54.425 m² und 75 Gärten auf 202.646 m², 1989/1990 waren es 88 Bauflächen. 1999/2000 war die Zahl der Bauflächen auf 96 angewachsen und 2009/2010 waren es 145 Gebäude auf 233 Bauflächen.

## Geschichte
Laut Adressbuch von Österreich waren im Jahr 1938 in Hartlmühl(e) drei Müller, zwei Sägewerke, zwei Schmiede, ein Tischler und mehrere Landwirte ansässig.

## Landwirtschaft
Die Katastralgemeinde ist landwirtschaftlich geprägt. 691 Hektar wurden zum Jahreswechsel 1979/1980 landwirtschaftlich genutzt und 38 Hektar waren forstwirtschaftlich geführte Waldflächen. 1999/2000 wurde auf 707 Hektar Landwirtschaft betrieben und 37 Hektar waren als forstwirtschaftlich genutzte Flächen ausgewiesen. Ende 2018 waren 672 Hektar als landwirtschaftliche Flächen genutzt und Forstwirtschaft wurde auf 43 Hektar betrieben. Die durchschnittliche Bodenklimazahl von Hartlmühl beträgt 47,6 (Stand 2010).